# Papuanella bistigma
Papuanella bistigma är en insektsart som beskrevs av Medler 1989. Papuanella bistigma ingår i släktet Papuanella och familjen Flatidae. Inga underarter finns listade i Catalogue of Life.